# جون إيمرسون
جون إيمرسون (بالإنجليزية: John Emerson)‏ هو كاتب سيناريو وكاتب مسرحي وكاتب ومنتج أفلام ومخرج وممثل أمريكي، ولد في 29 مايو 1874 في الولايات المتحدة، وتوفي بنفس المكان في 7 مارس 1956.

## أعمال

### أفلام
- (1936) سان فرانسيسكو

## وصلات خارجية
- جون إيمرسون على موقع IMDb (الإنجليزية)
- جون إيمرسون على موقع الموسوعة البريطانية (الإنجليزية)
- جون إيمرسون على موقع ألو سيني (الفرنسية)
- جون إيمرسون على موقع أول موفي (الإنجليزية)
- جون إيمرسون على موقع قاعدة بيانات برودواي على الإنترنت (الإنجليزية)
- جون إيمرسون على موقع قاعدة بيانات برودواي على الإنترنت (الإنجليزية)
- جون إيمرسون على موقع قاعدة بيانات الأفلام السويدية (السويدية)
- جون إيمرسون على موقع قاعدة بيانات الفيلم (الإنجليزية)
- جون إيمرسون على موقع كينوبويسك (الروسية)